# GeoGuessr
GeoGuessr je preglednička igra iz geografije u kojoj igrači moraju pogoditi lokaciju pomoću slika s Google Street Viewa. Igra nudi različite modove poput singleplayer i multiplayer.
Pokrenuo ju je Anton Wallén 2013. godine, a do 2020. imala je relativno malu, ali aktivnu bazu igrača. Tijekom pandemije COVID-19 i zbog popularnosti na društvenim mrežama, broj igrača naglo je porastao. Godine 2024. igra je prešla na pretplatnički model.
Igra je opisana i kao edukativni alat za geografiju, jer igračima omogućuje učenje i prepoznavanje raznih globalnih geografskih i kulturnih obilježja. To uključuje pisma, arhitekturu, promet s lijeve ili desne strane, zastave, registarske pločice, krajolike i floru. Taj edukativni aspekt pomaže igračima da bolje razumiju različite kulture i regije diljem svijeta.

### Načini igre
Klasični mod igre GeoGuessr sastoji se od pet rundi, u svakoj od kojih se prikazuje nova lokacija na Google Street Viewu. Igrač zatim mora pogoditi lokaciju na karti, a rezultat može biti do 5.000 bodova po rundi, odnosno 25.000 bodova za savršenu igru. Karte mogu biti generirane od strane korisnika ili nasumično odabrane iz baze lokacija.
Ostali načini igre uključuju:
- Battle Royale, multiplayer način u kojem na kraju ostaje samo jedan pobjednik.[3][4][5]
- Duels, dvoboj jedan na jedan.[6][7]
- Team Duels, dvoboj u timovima.[8][9]
- Streaks, gdje igrači prepoznavaju države sve dok ne pogriješe.[10][11]
- Explorer Mode, singleplayer način u kojem se dodjeljuju medalje za preciznost u pojedinim državama.[12]
- Campaign, singleplayer način sa sučeljem nalik društvenoj igri.[13]

Godine 2022. GeoGuessr je kupio kviz-stranicu Seterra, i uveo mod s kvizovima koji kombinira standardno igranje sa Street Viewom i trivia pitanjima.

### Sučelje
HUD igre se sastoji prvenstveno od Google Street View prikaza, kao i kompasa. Korisnici mogu pomicati, rotirati i zumirati sliku, iako GeoGuessr dopušta onemogućavanje bilo koje od tih funkcija kako bi igra bila teža. U donjem desnom kutu nalazi se mala karta (Google Maps prikaz) na kojoj igrači stavljaju oznaku za svoj pogodak.

### Strategija
Igrači mogu pokušati odrediti lokaciju na temelju različitih tragova na fotografijama, poput prometnih znakova, stupova i instalacija, položaja Sunca, flore i vrste tla, registarskih pločica, znakova i dijakritičkih znakova specifičnih za određena pisma. Mogu se koristiti i metapodacima iz Street Viewa. Na primjer, vozilo Street Viewa koje je snimalo u Nacionalnom parku Kruger bilo je jedinstveno jer je bilo zeleno s bijelim nosačima na krovu.

## Distribucija
GeoGuessr se može igrati samo uz plaćenu pretplatu. Postojao je besplatni način igre, koji je ograničavao korisnike na 5 minuta igranja svakih 15 minuta, no on je ukinut 1. veljače 2024. Ipak, izazovi i kvizovi i dalje su besplatni za igranje. Korisnici bez pretplate i dalje se mogu pridružiti privatnim partijama koje otvori korisnik s pretplatom.

## Razvoj
Igru je osmislio švedski IT konzultant Anton Wallén 2013. godine. Wallén je volio posjećivati udaljene lokacije putem Google Street Viewa, i u početku je napravio program koji je nasumično birao lokacije u Street Viewu, prije nego što je odlučio dodati i natjecateljski element.
Razvoj igre trajao je otprilike dva tjedna rada, a koristi Backbone.js JavaScript biblioteku i Google Maps API za Street View lokacije. Wallén je gotovu igru objavio na Google Chrome Experiments 10. svibnja 2013.
Osim na engleskom jeziku, igra je dostupna i na još deset jezika: nizozemskom, francuskom, njemačkom, talijanskom, portugalskom, španjolskom, švedskom, turskom, poljskom i japanskom. GeoGuessr također ima mobilne aplikacije dostupne na Android i iOS platformama.
Dana 8. svibnja 2025. GeoGuessr je objavljen i na Steamu.
Pokretanje igre u svibnju 2013. opisano je kao uspješno, a sama igra je odmah postala viralna. Po izlasku, nazvana je "nevjerojatno zaraznom". Početak pandemije COVID-19 donio je novi val interesa za igru, a drugi vrhunac popularnosti dogodio se u ožujku 2021. Do srpnja 2022. igra je imala 40 milijuna korisničkih računa. Interes za igru širio se putem platformi poput Reddita, YouTubea, TikToka i Twitcha, gdje su poznati korisnici poput Rainbolta, Ludwiga, the Sidemena, GeoWizarda i LazarBeama objavljivali ili prenosili svoje partije uživo. Kao odgovor na utjecaj koji kreatori sadržaja donose igri, GeoGuessr je predstavio in-game merch tematski vezan uz influencere koji su snimili značajan broj videa o igri i privukli pažnju publike. U ovaj program uključeni su neki od spomenutih kreatora, ali i drugi kao zi8gzag, GeoPasch, Graf i JackSucksAtGeography. Nakon što je igra objavljena na Steamu, dobila je ocjenu "izrazito negativno", a većina kritika bila je usmjerena na pretplatnički model, fokus na monetizaciju te nedostatak značajki u odnosu na verziju u pregledniku.
Igra je opisana i kao edukativni alat, jer pomaže korisnicima da "razviju kritičke vještine za analizu geografskih i kulturnih krajolika", a sugerirano je i da bi mogla unaprijediti geografsku nastavu u učionici.
Korisnici su ipak kritizirali neke fotografske materijale koji se koriste u igri. Lokacije poput Zanzibara koristile su slike trećih strana i neslužbene izvore, a igrači su ih opisali kao zrnate, mutne, presvijetljene ili pretamne. Također, postoji i službena pokrivenost niže kvalitete, često nazivana "shit cam". Ova se pokrivenost najčešće nalazi u: Indiji, São Tomé i Príncipeu, Kambodži, Finskoj i Ekvadoru.

## Događaji
Dana 2. listopada 2022. GeoGuessr je sponzorirao Ligue Intercommu "GeoGuessr Team World Cup", LAN turnir koji je prenošen uživo na Twitchu. Pobjedu je odnijela ekipa "Speed Plonkers", koju su činili igrači Blinky (Francuska), Kodiak (Njemačka) i Maccem (Švedska).
Održana su dva GeoGuessr World Cup turnira. U listopadu 2023. nizozemski igrač Consus pobijedio je francuskog igrača Blinkyja u finalu. Drugi World Cup održan je u rujnu 2024., a pobjednik je bio Blinky, koji je pobijedio 3–2 protiv američkog igrača MK-a. Treći turnir, World Championship, održat će se u kolovozu 2025. godine.
Dana 15. svibnja 2025. GeoGuessr je najavio sudjelovanje na Esports World Cupu 2025. u Rijadu, Saudijska Arabija. Odluka je izazvala negativne reakcije u zajednici, s igračima koji su izražavali zabrinutost zbog kršenja ljudskih prava u Saudijskoj Arabiji. Dana 21. svibnja, kreatori glavnih svjetskih mapa učinili su svoj sadržaj neigrivim u znak protesta. Nakon kontinuiranog otpora zajednice, GeoGuessr se povukao iz događaja već sljedeći dan.